# Hrabstwo Clarke (Wirginia)

Piramida wieku hrabstwa

Hrabstwo Clarke – hrabstwo w USA, w stanie Wirginia, według spisu z 2000 roku liczba ludności wynosiła 12652. Siedzibą hrabstwa jest Berryville.

## Geografia
Według spisu hrabstwo zajmuje powierzchnię 462 km², z czego 458 km² stanowią lądy, a 4 km² – wody.

### Miasta
- Berryville
- Boyce

### CDP
- Shenandoah Retreat